# Orglandes
Orglandes är en kommun i departementet Manche i regionen Normandie i norra Frankrike. Kommunen ligger i kantonen Saint-Sauveur-le-Vicomte som tillhör arrondissementet Cherbourg. År 2022 hade Orglandes 349 invånare.

## Befolkningsutveckling
Antalet invånare i kommunen Orglandes
| Referens: INSEE |